# SARA (software)
SARA é um/a assistente virtual inteligente. O seu nome vem da abreviação Socially Aware Robot Assistant Socialmente Alerta Robô Assistente (em português). SARA interage com as pessoas personalizando a interação e melhorando o desempenho das tarefas, contando com informações sobre a relação entre o usuário humano e o assistente virtual. Sara é capaz de detectar a linguagem corporal e os comportamentos sociais na conversa, raciocinando sobre como responder às intenções por trás desses comportamentos específicos e gerando respostas sociais apropriadas.
A SARA foi apresentada na Reunião Anual do Fórum Econômico Mundial (WEF) em Davos em 2017 e na Reunião Anual do Fórum Econômico Mundial de Novos Campeões, em Tianjin, China em 2016.

## Operação
Sara está sempre atendendo a dois tipos de metas ao mesmo tempo: o objetivo "tarefa", ou seja, como encontrar informações para o ser humano, ajudá-lo a navegar em uma conferência ou ajudar seu usuário humano a aprender um novo assunto (como álgebra linear) e a meta "social" (garantir que seu estilo de interação seja confortável, envolvente e resulte em maior proximidade e melhor relação de trabalho entre agente e agente ao longo do tempo).